# Калитеевский, Павел Фёдорович
Павел Фёдорович Калитеевский (1924—2003) ― советский врач-патологоанатом.

## Биография
Родился 12 июля 1924 года в семье Фёдора Николаевича Калитеевского (1892—1942) — из старинного русского дворянского рода Калитеевских. Женат. Супруга: Калитеевская (Казиева) Тамара Хамидовна. Дети: Фёдор.
Пройдя солдатом всю войну и увидев работу фронтовых медиков, избрал себе профессию врача. Окончил Московский медицинский институт, с курса избрав своей специализацией патологическую анатомию. По окончании института поступил в патологоанатомический отдел Института скорой помощи им. Н. В. Склифосовского, где работал под руководством профессора А. В. Русакова. В 1952 году занял должность заведующего патологоанатомическим отделом городской больницы № 27, работа которого осуществлялась на базе патологоанатомического отделения института Склифосовского. 
Был направлен в заграничную командировку, работал прозектором в Ираке и Индонезии, помогая организовать в этих странах патологоанатомическую службу. Там он приобрёл обширные знания в области тропических и паразитарных болезней, собрав уникальную коллекцию микропрепаратов и по возвращении в СССР стал одним из основных консультантов по этому разделу патологической анатомии.
В 1970 году защитил диссертацию «Болезни червеобразного отростка», причём Высшая аттестационная комиссия признала её достойным основанием для присуждения автору учёной степени доктора медицинских наук, минуя кандидатскую степень. 
С 1968 года до своей смерти в 2003 году заведовал патологоанатомическим отделом ГКБ № 67.
Научные интересы: Патология аппендикса, организация патологоанатомической службы в России, Ираке и Индонезии, вопросы ятрогении и др.
Отличительная черта: Истинный интеллигент, всесторонне образованный человек, неустанная работоспособность, неуемная любознательность, кристальная честность, общепатологический и общебиологический подход к анализу прозекторского материала.
Интересы, хобби: Книголюб, любил все виды искусства, отдавая предпочтение живописи, при этом сам был неплохим живописцем.
Его монографии «Болезни червеобразного отростка» (1970), «Краткое руководство для клинического патолога» (1979), «Макроскопическая дифференциальная диагностика патологических процессов» стали настольными пособиями для патологоанатомов;  них он обобщил свой большой личный опыт организации работы прозектуры, клинико-анатомического анализа материалов, работы клинико-анатомических конференций и профессионального общения с клиницистами. Одна из его последних монографий удостоена академической премии им. А. И. Абрикосова. В 1994 году он был удостоен звания заслуженного врача Российской Федерации.
Скончался 4 мая 2003 года в г. Москве в возрасте 78 лет после тяжелой и продолжительной болезни.